# Euastrum oculatum
Euastrum oculatum là một loài Song tinh tảo trong họ Desmidiaceae, thuộc chi Euastrum.